# バイヤノ・カマニ
バイヤノ・アリ・カマニ（Bayano Ali Kamani、1980年4月17日 ‐ ）は、パナマの陸上競技選手。専門はハードル競走の400mハードルで、自己ベストは47秒84の南アメリカ記録保持者。2004年アテネオリンピック男子400mハードルで5位、2005年ヘルシンキ世界選手権男子400mハードルで7位の実績を持つ。室内400mの自己ベストは46秒20の元室内南アメリカ記録保持者。
パナマ出身の父とバルバドス出身の母を持つ、アメリカ生まれアメリカ育ちのハードラー。400mハードルが専門で、アメリカ代表時代には1999年パルマユニバーシアードで銀メダルを獲得するなど活躍したが、その後はアメリカ代表ではなくパナマ代表を選択。2004年アテネオリンピックではパナマ史上3人目のオリンピックファイナリスト、2005年ヘルシンキ世界選手権ではパナマ史上初の世界選手権ファイナリストになっている（両大会とも全ての種目を通じて）。

## 経歴
パナマ出身の父とバルバドス出身の母の下、アメリカのテキサス州ヒューストンに生まれる。
ベイラー大学時代には全米学生選手権（NCAA選手権）で4度の優勝を成し遂げている（1999年と2001年の男子400mハードル、2000年と2001年の男子4×400mリレー）。また、1999年の全米ジュニア選手権男子400mハードルではジュニア全米歴代2位（当時）の48秒68をマークして優勝している。
2004年8月、アテネオリンピックに初出場を果たすと、男子400mハードル準決勝をパナマ記録（当時）の48秒23で突破。全ての種目を通じてパナマ史上3人目となるオリンピックファイナリスト、この種目では初のファイナリストとなったが、決勝は準決勝よりもタイムを落とし48秒74で5位。
2005年8月、ヘルシンキ世界選手権の男子400mハードル準決勝で47秒84の南アメリカ記録を樹立し、1995年にEronilde de Araujoがマークした48秒04を更新した。全体2位のタイムで決勝に進出し、全ての種目を通じてパナマ初の世界選手権ファイナリストとなったが、決勝は準決勝よりもタイムを落として50秒18の7位に終わった。

## 自己ベスト
記録欄の（　）内の数字は風速（m/s）で、+は追い風を意味する。
| 種目         | 記録          | 年月日        | 場所             | 備考                 |
| 屋外         | 屋外          | 屋外          | 屋外             | 屋外                 |
| ------------ | ------------- | ------------- | ---------------- | -------------------- |
| 100m         | 10秒81 (+1.4) | 2006年3月15日 | ロサンゼルス     |                      |
| 400m         | 46秒32        | 2001年4月21日 | ウェーコ         |                      |
| 800m         | 1分53秒63     | 2008年4月12日 | ロサンゼルス     |                      |
| 400mハードル | 47秒84        | 2005年8月7日  | ヘルシンキ       | 南アメリカ記録       |
| 室内         |               |               |                  |                      |
| 400m         | 46秒20        | 2001年3月10日 | フェイエットビル | 元室内南アメリカ記録 |
| 500m         | 1分03秒59     | 2008年1月26日 | ボストン         |                      |

## 主要大会成績
備考欄の記録は当時のもの
| 年             | 大会                                | 場所             | 種目           | 結果           | 記録           | 備考                         |
| アメリカ合衆国 | アメリカ合衆国                      | アメリカ合衆国   | アメリカ合衆国 | アメリカ合衆国 | アメリカ合衆国 | アメリカ合衆国               |
| -------------- | ----------------------------------- | ---------------- | -------------- | -------------- | -------------- | ---------------------------- |
| 1999           | ユニバーシアード (en)               | パルマ           | 400mH          | 2位            | 48秒74         |                              |
| パナマ         |                                     |                  |                |                |                |                              |
| 2003           | 南アメリカ選手権 (en)               | バルキシメト     | 400mH          | 優勝           | 50秒10         |                              |
| 2003           | 世界選手権                          | パリ             | 400mH          | 予選           | 51秒18         |                              |
| 2004           | オリンピック                        | アテネ           | 400mH          | 5位            | 48秒74         | 準決勝48秒23：パナマ記録     |
| 2004           | ワールドアスレチックファイナル (en) | モナコ           | 400mH          | 5位            | 48秒24         |                              |
| 2005           | 世界選手権                          | ヘルシンキ       | 400mH          | 7位            | 50秒18         | 準決勝47秒84：南アメリカ記録 |
| 2005           | ワールドアスレチックファイナル (en) | モナコ           | 400mH          | 6位            | 49秒30         |                              |
| 2006           | 中央アメリカ・カリブ海競技大会 (en) | カルタヘナ       | 400mH          | 優勝           | 49秒44         |                              |
| 2007           | パンアメリカン競技大会 (en)         | リオデジャネイロ | 400mH          | 2位            | 48秒70         |                              |
| 2007           | 世界選手権                          | 大阪             | 400mH          | 準決勝         | 49秒13         |                              |
| 2008           | オリンピック                        | 北京             | 400mH          | 準決勝         | 50秒48         |                              |
| 2008           | 中央アメリカ・カリブ選手権 (en)     | カリ             | 400mH          | 予選           | 56秒45         |                              |